# Mas de Sant Antoni (Tortosa)
El Mas de Sant Antoni és una masia de Tortosa (Baix Ebre) inclosa a l'Inventari del Patrimoni Arquitectònic de Catalunya.

## Descripció
Aquesta antiga casa pairal ha estat convertida en seu del Consell Comarcal de l'Esport i oficina tècnica del Centre de Medicina Esportiva. Es troba dins del recinte de l'Estadi Municipal de Tortosa.
És de cos rectangular i de dues plantes, on al davant té adossats un porxo d'arcs de mig punt amb terrassa superior i una torre rectangular de tres plantes amb teulada a quatre vessants i ample reforç de fusta.
L'interior de la torre és ocupat per l'escala d'accés des de la planta baixa al primer pis. Aquesta, de dues vingudes i amb una llum central espaiosa, conserva la barana de fusta tornejada. Al cos principal es distribueixen en els dos nivells les oficines i altres serveis de la Delegació. A nivell del primer pis es conserva la compartimentació original d'estances. A la planta baixa la distribució és moderna. El cos principal es troba cobert amb terrat. El material constructiu és el maó, arrebossat i emblanquinat. Les restes interiors són de bigues de fusta i revoltons.

## Història
Va ser la casa pairal d'una antiga família tortosina. L'edifici fou adquirit per l'Ajuntament en la dècada dels anys 70.
La construcció sembla del primer terç de segle xx. Al rellotge de sol de la torre figura la data de 1936. En un dels murs del porxo hi figura una placa indicant l'alçada fins on va arribar l'avinguda de l'Ebre de 1937. Les úniques modificacions sofertes han estat les compartimentacions de la planta baixa, on hi havia els corrals i magatzems. El primer pis era utilitzat com a habitatge.